# 드 가의 정리

드 가의 정리 도해

드 가의 정리(de Gua의 定理, 프랑스어: Théorème de Gua, 영어: De Gua's theorem)는 기하학의 정리로, 일반적으로 2차원 유클리드 평면에 적용되는 피타고라스의 정리의 3차원에 대한 유사 형태이다. 프랑스 수학자 장 폴 드 가 드 말브(Jean Paul de Gua de Malves, 1713년 - 1785년)의 이름이 붙어 있다. 다음과 같이 간단히 공식화할 수 있다.
- 어떤 사면체 ABCO의 O를 포함한 세 면이 O를 직각으로 하는 직각삼각형이라면, 어떤 면 S의 넓이를 AS라 했을 때 다음이 성립한다.
- {\displaystyle A_{ABC}^{2}=A_{ABO}^{2}+A_{BCO}^{2}+A_{CAO}^{2}.}

드 가는 이 정리를 1783년 출판하였으나 비슷한 시기에 보다 일반적인 정리가 프랑스의 다른 수학자 탱소 다몽당(Tinseau d'Amondans, 1746년 - 1818년)에 의해 출판되었다. 사실 이 정리는 보다 이른 요한 파울하버나 르네 데카르트의 시기에도 이미 알려져 있었다.

## 일반화
2차원 단체는 삼각형, 3차원 단체는 사면체이므로, 피타고라스 정리와 드 가의 정리는 임의의 n차원 단체(simplex)에 대한 일반적인 정리의 특수한 경우라 생각할 수 있다. 이 정리는 이 두 정리의 직접적인 유추에 의해 그 꼴을 파악할 수 있다. 예를 들어, 4차원 단체인 오포체(五胞體) ABCDO 중 O가 어떤 팔포체의 한 꼭짓점이고, ABCDO가 팔포체의 귀퉁이를 자른 것과 같이 놓여 있을 경우에 대해 다음과 같은 정리가 성립한다.
- 어떤 포 C의 부피를 VC라 했을 때, {\displaystyle V_{ABCD}^{2}=V_{ABCO}^{2}+V_{BCDO}^{2}+V_{CDAO}^{2}+V_{DABO}^{2}.}

## 참고 문헌
- Sergio A. Alvarez: Note on an n-dimensional Pythagorean theorem 보관됨 2012-10-02 - 웨이백 머신, Carnegie Mellon University
- Kheyfits, Alexander (2004). "The Theorem of Cosines for Pyramids". The College Mathematics Journal (Mathematical Association of America) 35 (5): 385–388. JSTOR 4146849. Proof of de Gua's theorem and of generalizations to arbitrary tetrahedra and to pyramids.